# روستای لتراپ (میشیگان)
روستای لتراپ، میشیگان (به انگلیسی: Lathrup Village, Michigan) یک شهر در ایالات متحده آمریکا با جمعیت ۴٬۰۷۵ نفر است که در میشیگان واقع شده‌است.